# Delroy Washington
Delroy Washington   (Parròquia de Westmoreland, 5 de novembre de 1952 - 27 de març de 2020) va ser un cantant de reggae jamaicà-britànic conegut pels seus llançaments a Virgin Records a finals dels anys 70.

## Biografia
Nascut a Westmoreland, Jamaica, Washington es va traslladar amb la seva família a Londres a principis dels anys seixanta. La seva primera experiència a la indústria musical va ser com a músic de sessió i mànager de gira. Com a membre de la banda Rebel va gravar material per a CBS Records que no va ser publicat.
El 1973 va publicar un single produït de manera independent "Lonely Street" al segell Count Shelly. Va enregistrar la veu de The Wailers a l'àlbum Catch a Fire, després de tenir amistat amb Bob Marley a principis dels anys 70, i va continuar oferint veus als àlbums de Wailers fins a finals dels anys 70. Washington va escriure cançons amb Marley i va treballar amb ell per fer que les lletres de Marley fossin més adequades per als oients europeus.
També va proporcionar veus a l'àlbum de debut d'Aswad. Va continuar enregistrant com a artista solista i va ser un dels primers artistes de reggae que signà per Virgin Records a mitjans dels anys 70, i amb el seu single "Give All the Praise to Jah" es va convertir en un èxit a les llistes de reggae britàniques. Va publicar dos àlbums a Virgin, I Sus el 1976 i Rasta el 1977. Els dos àlbums van comptar amb músics com Al Anderson, Rico Rodriguez o George Oban.
Després de deixar Virgin va publicar fins a principis de la dècada de 1980 un grapat de senzills en diferents segells. Va aparèixer a l'àlbum de Jah Shaka de 1984, Message From Africa, cantant la cançó d'obertura "Help One Another".
Els dos àlbums de Virgin van ser reeditats a principis dels anys 2000.
Washington va fundar la Federació de Reggae Music, que va treballar amb el Consell de Brent per instal·lar una placa blava a la casa de Neasden on vivien els Wailers a principis dels anys 70.
Va morir després d'una breu malaltia el 27 de març del 2020.

## Discografia

### Àlbums
- I Sus (1976), Virgin
- Rasta (1977), Virgin

### Singles
- "Jah Man a Come" (1973), Lord Koos
- "Lonely Street" (1973), Count Shelly
- "Papa Was a Rolling Stone" (1973), Sir Christopher
- "Freedom Fighters" (1976), Axum
- "Give All the Praise to Jah" (1977), Virgin - 12-inch
- "Memories" (1978), Burning Sounds - Delroy Washington & Jah Son
- "It's Like Magic" (1980), Burning Vibrations - 12-inch
- "Magic" (1980), Direction Discs/Ballistic - Delroy Washington Band
- "Cool Rasta" (1980), Ballistic
- "For Your Love" (1981), Ankh/Pinnacle